# Carly Pope
Carly Pope (Vancouver, 28 agosto 1980) è un'attrice canadese.

## Biografia
Carly Pope è la seconda di tre figli. Il padre è di origini inglesi e jugoslave e la madre di origini italiane. Parla benissimo l'italiano, lo spagnolo e l'inglese. È sempre stata attratta dal teatro e dalla televisione.
Vive tra Los Angeles e Vancouver.
Uno dei suoi primi ruoli lo ha avuto nel film Generazione Perfetta, ma è diventata familiare al grande pubblico ottenendo il ruolo da protagonista, insieme a Leslie Bibb, interpretando Sam McPherson nel telefilm Popular (1999-2001), di cui sono state girate solamente due stagioni.
Altri ruoli li ha ottenuti in: Trapped in a Purple Haze e Snow Day nel 2000, nel film Orange County nel 2002, in 134 modi per innamorarsi nel 2003 come protagonista insieme a Sara Rue (presente anche in Popular, nel ruolo di Carmen Ferrara), in L'ospedale più sexy del mondo nel 2004, nella miniserie Apocalypse - L'apocalisse e nella serie tv Dirt con Courteney Cox nel 2006.

## Filmografia (parziale)

### Cinema
- Generazione perfetta (Disturbing Behavior), regia di David Nutter (1998)
- Snow Day, regia di Christopher Koch (2000)
- Prigione di vetro (The Glass House), regia di Daniel Sackheim (2001)
- Orange County, regia di Jake Kasdan (2002)
- Rischio a due (Two for the Money), regia di D.J. Caruso (2005)
- Itty Bitty Titty Committee, regia di Jamie Babbit (2007)
- Young People Fucking, regia di Martin Gero (2007)
- Life Is Hot in Cracktown, regia di Buddy Giovinazzo (2009)
- S.W.A.T. - Squadra speciale anticrimine 2 (S.W.A.T.: Firefight), regia di Benny Boom (2011)
- Elysium, regia di Neill Blomkamp (2013)
- Demonic, regia di Neill Blomkamp (2021)
- Easter Sunday, regia di Jay Chandrasekhar (2022)

### Televisione
- Popular – serie TV, 43 episodi (1999-2001)
- Un ragazzo contro (Trapped in a Purple Haze), regia di Eric Laneuville – film TV (2000)
- 134 modi per innamorarsi (This Time Around), regia di Douglas Barr – film TV (2003)
- Jake 2.0 – serie TV, episodio 1x05 (2003)
- The Collector – serie TV, 16 episodi (2004-2005)
- Tru Calling – serie TV, episodio 2x01 (2005)
- Apocalypse - L'apocalisse (10.5: Apocalypse) – miniserie TV (2006)
- Dirt – serie TV, 6 episodi (2007)
- 4400 – serie TV, episodio 4x07 (2007)
- Yeti (Yeti: Curse of the Snow Demon), regia di Paul Ziller – film TV (2008)
- 24: Redemption, regia di John Francis Cassar – film TV (2008)
- Californication – serie TV, episodi 2x06 e 2x11 (2008)
- 24 – serie TV, 5 episodi (2009)
- Outlaw – serie TV, 8 episodi (2010)
- Motive – serie TV, episodio 1x12 (2013)
- The Tomorrow People – serie TV, 6 episodi (2013)
- Rush – serie TV, episodio 1x06 (2014)
- Game of Silence – serie TV, 3 episodi (2016)
- Suits – serie TV, 11 episodi (2016-2017)
- Arrow – serie TV, 10 episodi (2016-2017)
- Blindspot – serie TV, episodio 3x15 (2018)
- The Good Doctor – serie TV, episodi 4x01-4x02 (2020)
- Pretty Little Liars: Original Sin – serie TV, 8 episodi (2022-2024)

### Doppiatrice
- Kim Possible – serie animata, episodi 1x03 e 1x18 (2002-2003)

## Doppiatrici italiane
Nelle versioni in italiano delle opere in cui ha recitato, Carly Pope è stata doppiata da:
- Stella Musy in Popular, The Collector, 24: Redemption
- Rossella Acerbo in S.W.A.T. - Squadra speciale anticrimine 2
- Francesca Manicone in Orange County
- Elisabetta Spinelli in Jake 2.0
- Ilaria Giorgino in Young People Fucking
- Cristina Giachero in Apocalypse - L'Apocalisse
- Stella Gasparri in Californication
- Laura Romano in 24
- Claudia Catani in Motive
- Sara Ferranti in Suits
- Laura Boccanera in Blindspot
- Alessandra Cerruti in Una vacanza molto speciale